# Drugi rząd Taaviego Rõivasa
Drugi rząd Taaviego Rõivasa – rząd Republiki Estońskiej funkcjonujący od 9 kwietnia 2015 do 23 listopada 2016.
Gabinet powstał po wyborach do Riigikogu XIII kadencji z 1 marca 2015. W ich wyniku do parlamentu weszło sześć ugrupowań, a urzędująca koalicja Estońskiej Partii Reform (RE) i Partii Socjaldemokratycznej (SDE) nie uzyskała większości. Premier Taavi Rõivas jako lider zwycięskiej partii otrzymał misję utworzenia nowego rządu. Ostatecznie umowę koalicyjną podpisały RE, SDE oraz współrządzący z pierwszą z nich do 2014 Związek Ojczyźniany i Res Publica (IRL).
8 kwietnia 2015 ogłoszono listę ministrów. Gabinet rozpoczął urzędowanie 9 kwietnia tegoż roku po zaprzysiężeniu.
Socjaldemokraci i chadecy opuścili w listopadzie 2016 koalicję. 9 listopada tegoż roku rząd przegrał w parlamencie głosowanie nad wotum nieufności. Dwa tygodnie później zastąpiony został przez gabinet Jüriego Ratasa.

## Skład rządu
| funkcja                              | minister               | partia | okres urzędowania | okres urzędowania |
| funkcja                              | minister               | partia | od                | do                |
| ------------------------------------ | ---------------------- | ------ | ----------------- | ----------------- |
| premier                              | Taavi Rõivas           | RE     | 9 kwietnia 2015   | 23 listopada 2016 |
| minister finansów                    | Sven Sester            | IRL    | 9 kwietnia 2015   | 23 listopada 2016 |
| minister administracji publicznej    | Arto Aas               | RE     | 9 kwietnia 2015   | 23 listopada 2016 |
| minister spraw zagranicznych         | Keit Pentus-Rosimannus | RE     | 9 kwietnia 2015   | 15 lipca 2015     |
| minister spraw zagranicznych         | Marina Kaljurand       | RE     | 16 lipca 2015     | 12 września 2016  |
| minister spraw zagranicznych         | Jürgen Ligi            | RE     | 12 września 2016  | 23 listopada 2016 |
| minister gospodarki i infrastruktury | Kristen Michal         | RE     | 9 kwietnia 2015   | 23 listopada 2016 |
| minister przedsiębiorczości          | Urve Palo              | SDE    | 9 kwietnia 2015   | 30 sierpnia 2015  |
| minister przedsiębiorczości          | Liisa Oviir            | SDE    | 14 września 2015  | 23 listopada 2016 |
| minister sprawiedliwości             | Urmas Reinsalu         | IRL    | 9 kwietnia 2015   | 23 listopada 2016 |
| minister obrony                      | Sven Mikser            | SDE    | 9 kwietnia 2015   | 14 września 2015  |
| minister obrony                      | Hannes Hanso           | SDE    | 14 września 2015  | 23 listopada 2016 |
| minister kultury                     | Indrek Saar            | SDE    | 9 kwietnia 2015   | 23 listopada 2016 |
| minister spraw wewnętrznych          | Hanno Pevkur           | RE     | 9 kwietnia 2015   | 23 listopada 2016 |
| minister edukacji i badań            | Jürgen Ligi            | RE     | 9 kwietnia 2015   | 12 września 2016  |
| minister edukacji i badań            | Maris Lauri            | RE     | 12 września 2016  | 23 listopada 2016 |
| minister środowiska                  | Marko Pomerants        | IRL    | 9 kwietnia 2015   | 23 listopada 2016 |
| minister opieki społecznej           | Margus Tsahkna         | IRL    | 9 kwietnia 2015   | 23 listopada 2016 |
| minister zdrowia i pracy             | Rannar Vassiljev       | SDE    | 9 kwietnia 2015   | 14 września 2015  |
| minister zdrowia i pracy             | Jevgeni Ossinovski     | SDE    | 14 września 2015  | 23 listopada 2016 |
| minister rolnictwa                   | Urmas Kruuse           | RE     | 9 kwietnia 2015   | 23 listopada 2016 |